# Barra de Santo Antônio
Barra de Santo Antônio is een gemeente in de Braziliaanse deelstaat Alagoas. De gemeente telt 14.435 inwoners (schatting 2009).